# Anna Kindgren

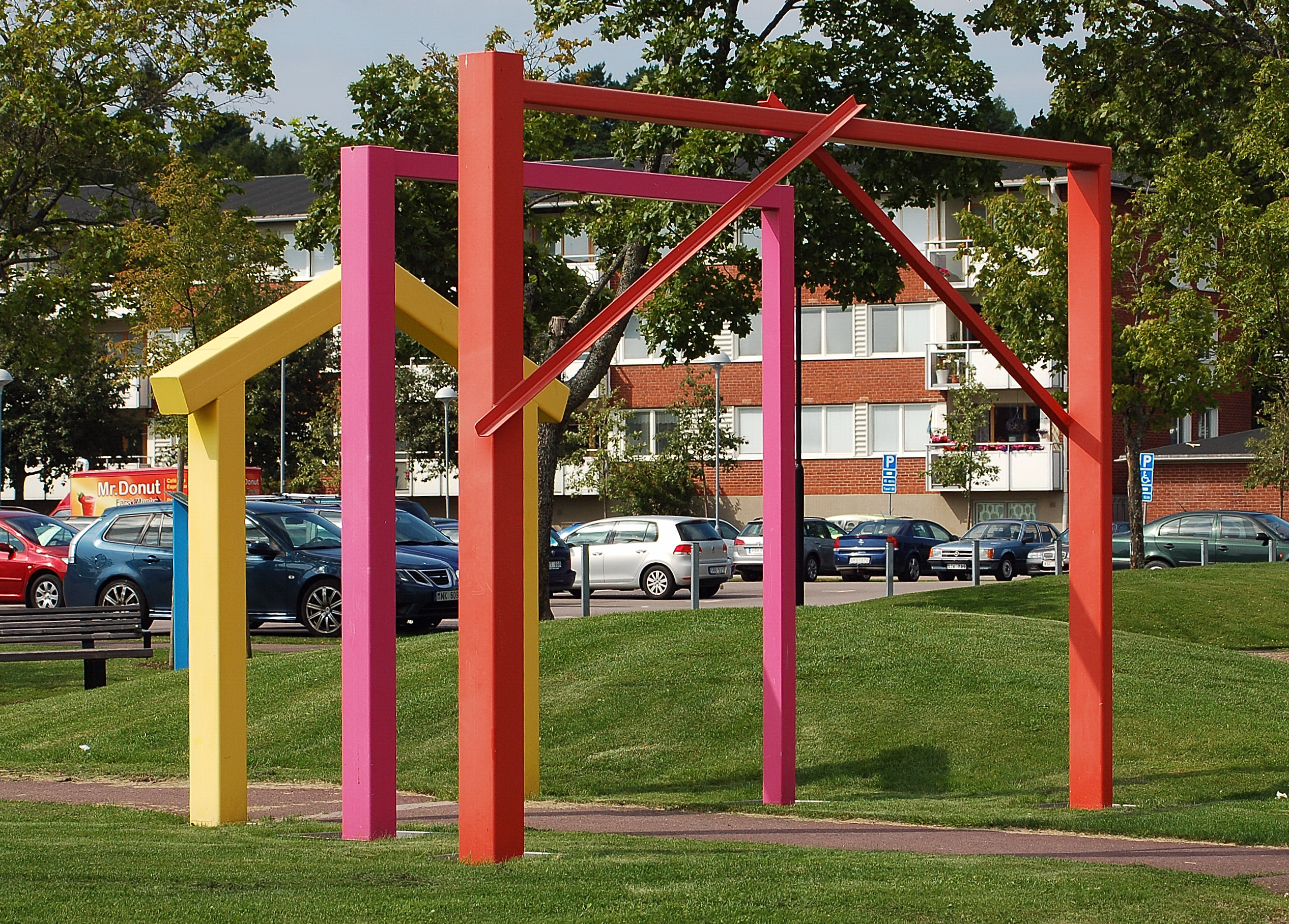
Vägen hem på Hemvägen Karlstad

Anna Kindgren, född 26 augusti 1957 i Örebro, är en svensk konstnär.
Kindgren studerade vid  Valands i Göteborg 1992–1994, Konsthögskolan i Umeå 1994–1997 och Konstakademin i Stockholm 2006–2008.
Hon var tidigare tillsammans med Ingrid Eriksson, Karin Johnson och Carina Gunnars medlem i konstnärsgruppen Love and devotion'' och är nu tillsammans med Carina Gunnars ena parten i konstnärsduon akcg som bland annat har arbetat med ett socialt
konstprojekt i Sao Paulo och en konstnärlig utsmyckning på allaktivitetshuset i Tierp.